# 2 Chainz
Tauheed Epps (* 12. září 1977 Atlanta, Georgie, USA), spíše známý jako 2 Chainz a dříve Tity Boi, je americký rapper. Nejdříve proslul jako polovina dua Playaz Circle, nyní je na sólové dráze u labelu Def Jam Recordings.

## Biografie

### Mládí
Narodil se roku 1977 v Atlantě. Během dětství byl jeho otec často ve vězení až později rodinu úplně opustil. Po střední škole získal sportovní stipendium na Alabama State University, kde hrál basketbal. Ve svém posledním roce přestoupil na Tuskegee University.

### Playaz Circle
Roku 1997 spoluzaložil hip-hopové duo Playaz Circle, kde vystupoval pod jménem Tity Boi. Spolu s ním duo tvořil rapper Shevas "Dolla Boi" Hicks. V roce 2002 spolu vydali nezávislé album United We Stand, United We Fall. I díky tomu si jich všiml rapper Ludacris, který s nimi poté nahrál několik písní.
Jejich kariéra však začala stagnovat, protože byl Dolla Boi zatčen a uvězněn. Ludacris se mezitím stal jedním z nejúspěšnějších jižanských rapperů a založil i své vlastní nahrávací studio Disturbing tha Peace, které spadalo pod Def Jam Recordings. Ke svému novému labelu se rozhodl upsat i Playaz Circle. Def Jam však odmítl investovat do jejich hudby, a tak vydávali jen mixtapy.
Debutové album po delších odkladech bylo vydáno v říjnu 2007 a neslo název Supply & Demand. Umístilo se na 27. příčce US žebříčku Billboard 200 s 26 tisíci prodanými kusy v první týden prodeje v USA. Z alba pochází velmi úspěšný singl "Duffle Bag Boy" (ft. Lil Wayne).
Druhé album nazvané Flight 360: The Takeoff bylo vydáno v září 2009 a umístilo se na 74. příčce US žebříčku s osmi tisíci prodanými kusy v první týden prodeje. Celkem se v USA alba prodalo 31 tisíc kusů.

### Sólová dráha
Brzy po vydání druhého alba opustil label DTP, kdy chtěl rozvíjet svou kariéru. Ludacris s tím neochotně souhlasil.
Na počátku roku 2011 si změnil umělecké jméno na 2 Chainz a již s novým jménem vydal samostatný mixtape T.R.U. REALigion. Nezávislý mixtape se překvapivě umístil na 58. příčce US žebříčku Billboard Top R&B/Hip-Hop Albums. Tento úspěch mu vynesl nabídky na spolupráci s dalšími umělci žánru. Objevil se na úspěšných písních "Mercy" od Kanye West, Pusha-T a Big Sean, a také na "Beez in the Trap" od Nicki Minaj.
V březnu 2012 oznámil vydání svého debutového sólového alba s názvem Based on a T.R.U. Story. To bylo vydáno 14. srpna 2012. O první týden prodeje v USA se prodalo 147 000 kusů, což mu vyneslo první příčku v Billboard 200. Z alba pochází velmi úspěšné singly "No Lie" (ft. Drake) a "I'm Different", do hitparád se dostaly i písně "Birthday Song" (ft. Kanye West) a "Yuck" (ft. Lil Wayne). V prosinci 2012 americká asociace RIAA udělila albu certifikaci zlatá deska za 500 000 prodaných kusů. Celkem se v USA prodalo okolo 623 000 kusů. Do konce roku ještě hostoval na úspěšných singlech "Bandz a Make Her Dance" od Juicy J a "Fuckin' Problems" od ASAP Rocky. V únoru 2016 RIAA změnila pravidla udělování certifikací a nově do celkového prodeje započítávala i audio a video streamy. Jen díky tomu album dodatečně získalo certifikaci platinová deska.
V červnu 2013 oznámil nahrávání svého druhého solo studiového alba. Album nese název B.O.A.T.S. II: Me Time a bylo vydáno 9. září 2013. Prvním singlem je píseň "Feds Watching" (ft. Pharrell Williams). Ta se umístila na 66. příčce žebříčku Billboard Hot 100. Alba se v první týden prodeje v USA prodalo 64 000 kusů, čím zaznamenalo znatelný propad oproti jeho debutovému albu. Celkem se v USA prodalo 221 000 kusů. Během roku 2013 hostoval na úspěšných singlech "R.I.P." od Young Jeezy, "Rich as Fuck" od Lil Wayne, "HeadBand" od B.o.B, "All Me" od Drakea a "Talk Dirty" Jasona Derula.
V červenci 2015 vydal singl „Watch Out“ ze své mixtape Trap-A-Velli Tre. Do žebříčků se však dostal až v lednu 2016. V listopadu 2015 2 Chainz oznámil, že nahrává společné album s rapperem Lil Waynem. Projekt ColleGrove je dle producenta Kanye Westa připaven k vydání 4. března 2016. Dne 15. ledna 2016 Lil Wayne a 2 Chainz vystoupili v The Tonight Show Starring Jimmy Fallon se singlem „Rolls Royce Weather Everyday“. Deluxe verze alba obsahuje i singl „Watch Out“. Kvůli závazku Waynea u Cash Money Records, bylo album společností Def Jam označeno za album od 2 Chainz, Lil Wayne je pouze uveden jako hostující umělec (téměř na každé písni).
V roce 2016 vydal tři mixtapes Felt Like Cappin, Daniel Son; Necklace Don a Hibachi for Lunch. Z druhé jmenované mixtape pochází singl "Big Amount" (ft. Drake), který se umístil na 44. příčce žánrového žebříčku Hot R&B/Hip-Hop Songs.
V červnu 2017 u Def Jamu vydal své čtvrté sólové album s názvem Pretty Girls Like Trap Music. Album debutovalo na 2. příčce žebříčku Billboard 200 s 57 000 podanými kusy (106 000 ks po započítání streamů). Z alba pochází dva singly "Good Drank" (ft. Quavo a Gucci Mane) (70. příčka v žebříčku Billboard Hot 100) a "It's a Vibe" (ft. Ty Dolla Sign, Trey Songz a Jhené Aiko) (58. příčka). Na album byla také zařazena propagační píseň "4 AM" (ft. Travis Scott) (55. příčka).
V únoru 2018 vydal EP s názvem The Play Don't Care Who Makes It, které debutovalo na 58. příčce žebříčku Billboard 200. Z EP pochází singl "Proud" (ft. YG a Offset) (96. příčka, zlatá certifikace). V téže době oznámil název svého dalšího alba – Rap or Go to the League. V červnu vydal první singl "Bigger Than You" (ft. Drake a Quavo) (53. příčka, zlatá certifikace). Album vyšlo v březnu 2019. Ještě před vydáním alba zveřejnil v listopadu 2018 nové EP s názvem Hot Wings Are A Girl’s Best Friend.
V únoru 2020 vydal společné album svého labelu T.R.U. The Real University. Album neslo název No Face, No Case. V listopadu vyšlo jeho šesté studiové album So Help Me God. V únoru 2022 vydal album Dope Don't Sell Itself.

## Diskografie

### Studiová alba
| Rok  | Album                                                                                        | Nejvyšší umístění v hitparádě | Nejvyšší umístění v hitparádě | Nejvyšší umístění v hitparádě | Nejvyšší umístění v hitparádě | Nejvyšší umístění v hitparádě | Prodej                                   | Certifikace   |
| Rok  | Album                                                                                        | US 200                        | US Hip-Hop                    | US Rap                        | UK                            | CAN                           | Prodej                                   | Certifikace   |
| ---- | -------------------------------------------------------------------------------------------- | ----------------------------- | ----------------------------- | ----------------------------- | ----------------------------- | ----------------------------- | ---------------------------------------- | ------------- |
| 2012 | Based on a T.R.U. Story - Vydáno: 14. srpna 2012 - Vydavatel: Def Jam                        | 1                             | 1                             | 1                             | —                             | 7                             | US: 623 000 ks                           | US: platinová |
| 2013 | B.O.A.T.S. II: Me Time - Vydáno: 10. září 2013 - Vydavatel: Def Jam                          | 3                             | 2                             | 1                             | 87                            | 11                            | US: 221 000 ks                           | US: /         |
| 2016 | ColleGrove (s Lil Wayne) - Vydáno: 4. března 2016 - Vydavatel: Def Jam                       | 4                             | 2                             | 2                             | —                             | 20                            | US: 53 000 ks                            | US: zlatá     |
| 2017 | Pretty Girls Like Trap Music - Vydáno: 16. června 2017 - Vydavatel: Def Jam                  | 2                             | 1                             | 1                             | 88                            | 7                             | US: 1 000 000 ks (po započítání streamů) | US: platinová |
| 2019 | Rap or Go to the League - Vydáno: 1. března 2019 - Vydavatel: Gamebread, Def Jam             | 4                             | 1                             | 1                             | 74                            | 10                            | US: 65 000 ks                            | US: /         |
| 2020 | No Face, No Case (s T.R.U. The Real University) - Vydáno: 7. února 2020 - Vydavatel: Def Jam | 182                           | —                             | —                             | —                             | —                             | US:                                      | US: /         |
| 2020 | So Help Me God - Vydáno: 13. listopadu 2020 - Vydavatel: Def Jam                             | 15                            | 8                             | 8                             | —                             | 77                            | US:                                      | US: /         |
| 2022 | Dope Don't Sell Itself - Vydáno: 4. února 2022 - Vydavatel: Def Jam                          | 22                            | 13                            | 10                            | —                             | 88                            | US:                                      | US: /         |

### Mixtapes
- 2011 – T.R.U. Realigion
- 2014 – Freebase
- 2015 – T.R.U. Jack City (s The Real University)
- 2015 – Trap-A-Velli Tre
- 2016 – Daniel Son; Necklace Don

### EP
- 2016 – Felt Like Cappin
- 2016 – Hibachi for Lunch
- 2018 – The Play Don't Care Who Makes It
- 2018 – Hot Wings Are A Girl’s Best Friend
- 2022 – Million Dollars Worth of Game

### Singly
- 2012 – „No Lie“ (ft. Drake)
- 2012 – „Birthday Song“ (ft. Kanye West)
- 2012 – „I'm Different“
- 2013 – „We Own It (Fast & Furious)“ (s Wiz Khalifa)
- 2013 – „Feds Watching“ (ft. Pharrell Williams)
- 2016 – „Watch Out“
- 2016 – „Gotta Lotta“ (ft. Lil Wayne)
- 2017 – „Good Drank“ (ft. Quavo a Gucci Mane)
- 2017 – „It's a Vibe“ (ft. Ty Dolla Sign, Trey Songz a Jhené Aiko)
- 2017 – „4 AM“ (ft. Travis Scott)
- 2018 – „Proud“ (ft. YG a Offset)
- 2018 – „Bigger Than You“ (ft. Drake a Quavo)
- 2019 – „Rule the World“ (ft. Ariana Grande)